# Piedicroce
Piedicroce est une commune française située dans la circonscription départementale de la Haute-Corse et le territoire de la collectivité de  Corse. Le village appartient à la piève d'Orezza dont il est historiquement le chef-lieu, en Castagniccia.

## Géographie

### Situation

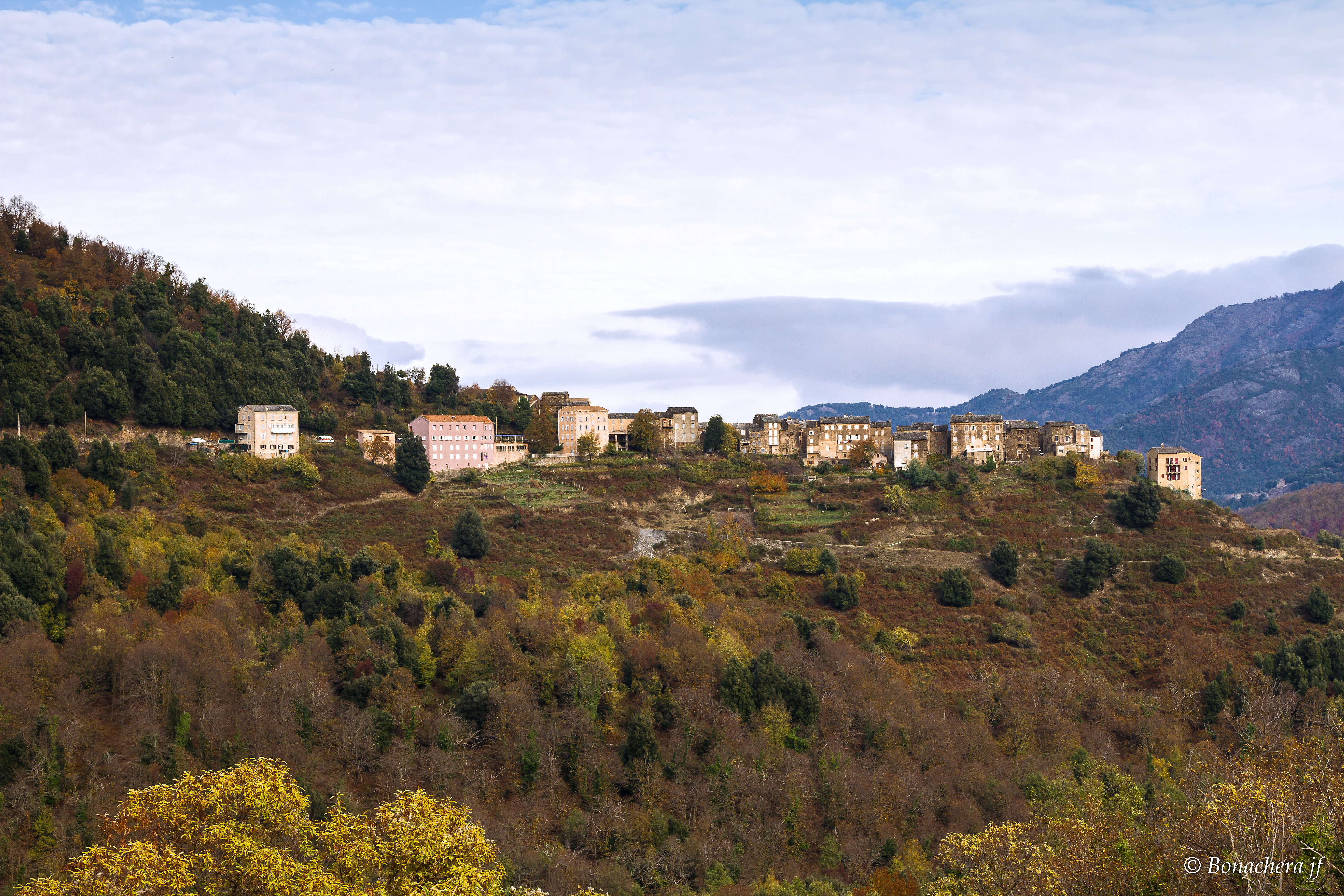
Piedicroce vue depuis Piedipartinu.

Piedicroce est une commune située au cœur de la Castagniccia, dans la microrégion de l'Orezza dont il est historiquement le chef-lieu, au sud de l'agglomération bastiaise, entre Casinca, Giovellina, Cortenais, Costa Serena et la mer Tyrrhénienne. Elle fait partie de l'ancienne pieve d'Orezza et du « territoire de vie » Castagniccia du parc naturel régional de Corse.
Piedicroce est l'une des 23 communes du canton d'Orezza-Alesani.
Communes limitrophes

### Géologie et relief

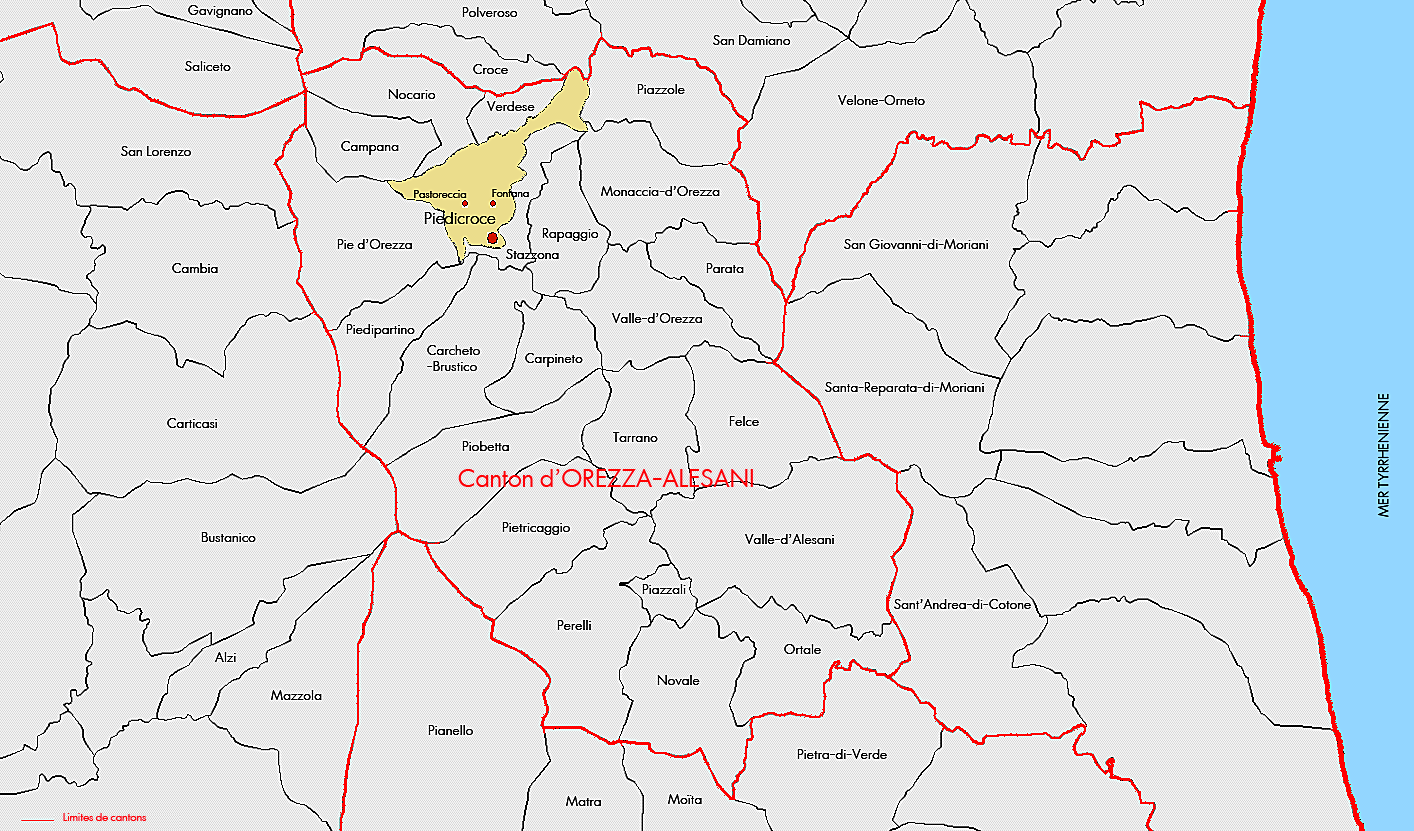
Piedricroce dans le canton.

La commune occupe les flancs montagneux au sud-est du Monte San Petrone (1 767 m), plus haut sommet du massif éponyme, schisteux. Son territoire comprend :
- à l'extrême sud-est, le vallon du ruisseau de Pozollo (il prend sa source sous Punta de Pruno à 860 m d'altitude),
- au sud-ouest, le vallon du ruisseau de colombino qui prend sa source sous l'ancien couvent d'Orezza
- du sud-ouest au nord un territoire appelé Quilo, occupant les flancs montagneux s'étendant sur la rive droite du ruisseau de Mulinaccio (celui-ci prend successivement les noms de ruisseau de Verdèse en longeant la commune éponyme, puis de ruisseau de San Pancrazio) jusqu'à sa confluence avec le fleuve Fium'Alto qui prend sa source sous Punta di Favalta (1 404 m - Pie-d'Orezza).

Les limites de la commune sont marquées par :
- à l'ouest : le ruisseau de Mulinaccio depuis le proximité du Ponte di Mulinaccio à l'extrême ouest jusqu'au Ponte Bianco sur le Fium'Alto au nord ;
- au nord-est : le Fium'Alto depuis Ponte Bianco jusqu'à un point situé à 200 m au sud de la confluence du fleuve avec le ruisseau de Mustaco (Monacia-d'Orezza) ;
- à l'est : une ligne de crête démarrant du Fium'Alto depuis le point précité, s'élevant jusqu'à la Pointe de Fichele (501 m), orientée au sud-ouest puis au sud, coupant successivement les vallons de Tighiele et de Colombino jusqu'au nord du village de Piedicroce ; ensuite la démarcation contourne au sud le village bâti sur une arête rocheuse, puis longe vers l'ouest ses flancs pour atteindre le ruisseau de Pozollo et gagner l'extrême sud du territoire, à un point commun à quatre communes : Piedipartino, Pie-d'Orezza, Piedicroce et Stazzona.
- au sud-ouest : une ligne de crête représentée par une arête s'élevant vers Punta de Pruno (860 m) puis déclinant légèrement jusqu'au ruisseau de Mulinaccio (565 m) via Bocca di Ruggia, col de 816 m franchi par la route D246 pour se terminer en cul-de-sac à Campodonico, hameau de Pie-d'Orezza.

### Hydrographie
Le Fium'Alto est le principal cours d'eau de Piedicroce. Il longe la partie orientale de son territoire du sud au nord, recevant les eaux de plusieurs petits affluents parmi lesquels les ruisseaux de Colombino et de Tighiete.

### Climat et végétation
Piedicroce se situe au cœur de la Castagniccia, une oasis de verdure, la terre du châtaignier. La végétation, typique des conditions climatiques tempérées et humides régnant sur la zone, est dominée par les châtaigneraies qui se présentent sous forme de taillis ou de vergers, et couvrent 60 % du territoire. Les chênaies sont également très présentes et tendent à remplacer les châtaigneraies.

### Voies de communication et transports

#### Accès routiers
On peut accéder à Piedicroce par :
- la D 506 en venant de l'est (Stazzona)
- la D 71 qui traverse la commune, venant de Campana au nord, ou de Pie-d'Orezza au sud.

#### Transports
Il n'existe pas de service de transports de voyageurs en autocars sur la commune.
Piedicroce se trouve à 29 km de la gare de Ponte Novu et de 56 km du port de commerce de Bastia. L'aéroport le plus proche est celui de aéroport de Bastia Poretta, distant de 38 km.

## Urbanisme

### Typologie
Au 1er janvier 2024, Piedicroce est catégorisée commune rurale à habitat dispersé, selon la nouvelle grille communale de densité à sept niveaux définie par l'Insee en 2022.
Elle est située hors unité urbaine. Par ailleurs la commune fait partie de l'aire d'attraction de Bastia, dont elle est une commune de la couronne,. Cette aire, qui regroupe 93 communes, est catégorisée dans les aires de 50 000 à moins de 200 000 habitants,.

### Occupation des sols
L'occupation des sols de la commune, telle qu'elle ressort de la base de données européenne d’occupation biophysique des sols Corine Land Cover (CLC), est marquée par l'importance des forêts et milieux semi-naturels (93,6 % en 2018), une proportion identique à celle de 1990 (93,6 %). La répartition détaillée en 2018 est la suivante : 
forêts (93,6 %), zones agricoles hétérogènes (6,4 %). L'évolution de l’occupation des sols de la commune et de ses infrastructures peut être observée sur les différentes représentations cartographiques du territoire : la carte de Cassini (XVIIIe siècle), la carte d'état-major (1820-1866) et les cartes ou photos aériennes de l'IGN pour la période actuelle (1950 à aujourd'hui).

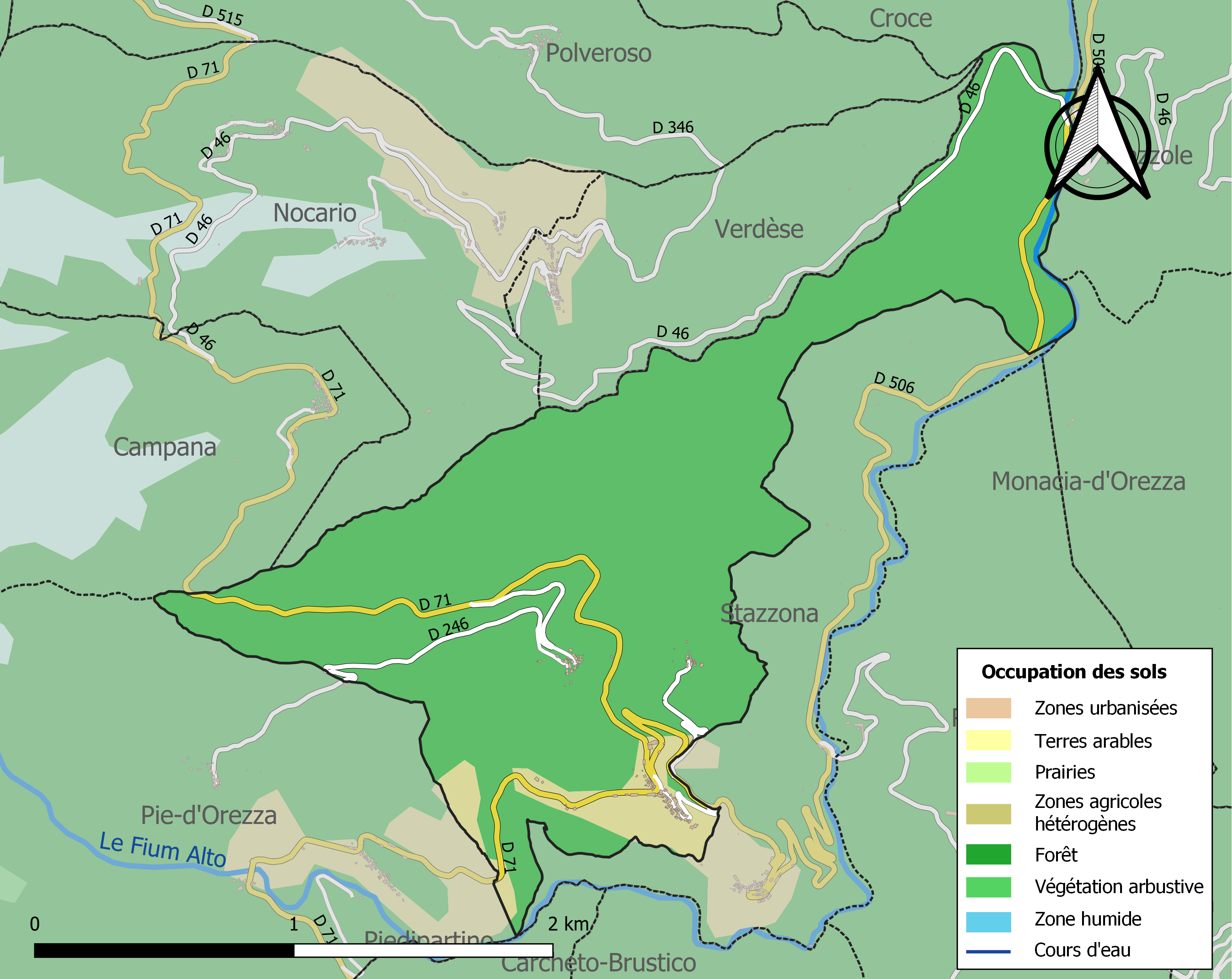
Carte des infrastructures et de l'occupation des sols de la commune en 2018 (CLC).

### Piedicroce village

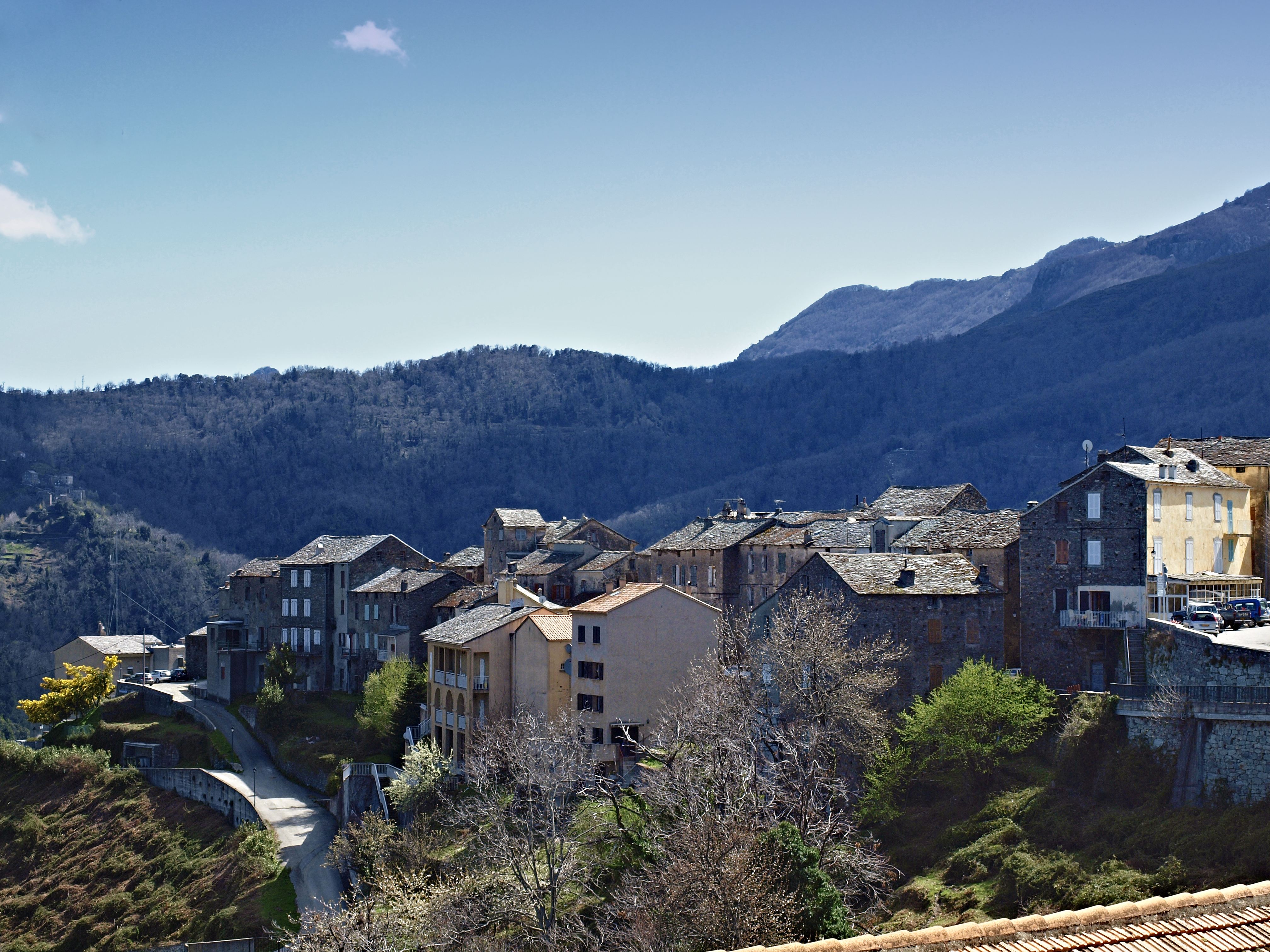
Village de Piedicroce.

C'est un bourg bâti sur une arête montagneuse, à une altitude moyenne de 630 m, au milieu de la forêt de châtaigniers. Au centre, se trouve l'église paroissiale récemment rénovée, située entre les routes D 506 et D 71 qui desservent la commune. C'est en ce lieu, centre du village, que se déroule chaque année la Merendella di Pasqua, une foire rurale qui se déroule comme son nom l'indique, le weekend de Pâques.

### Pastoreccia

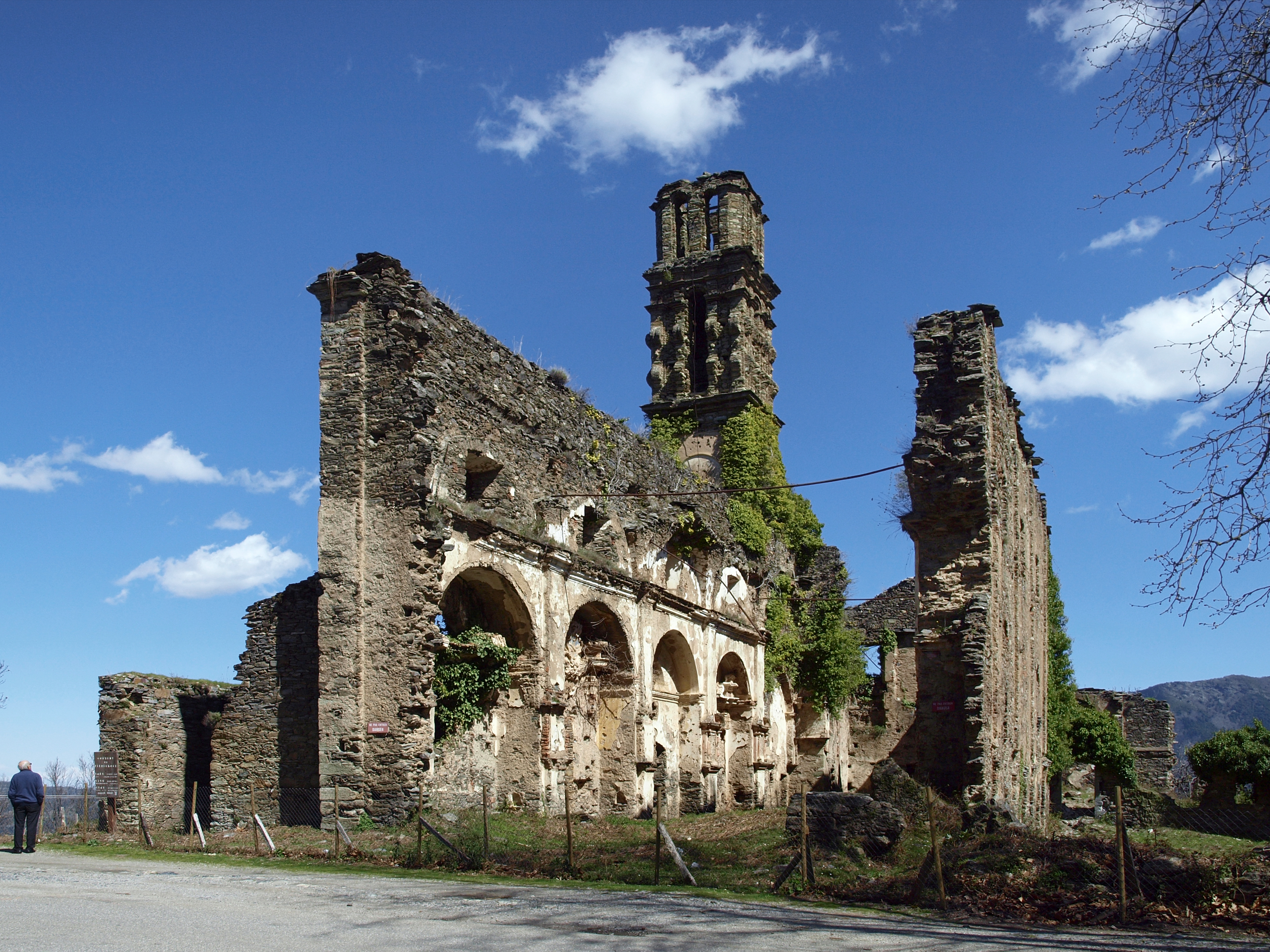
Couvent d'Orezza.

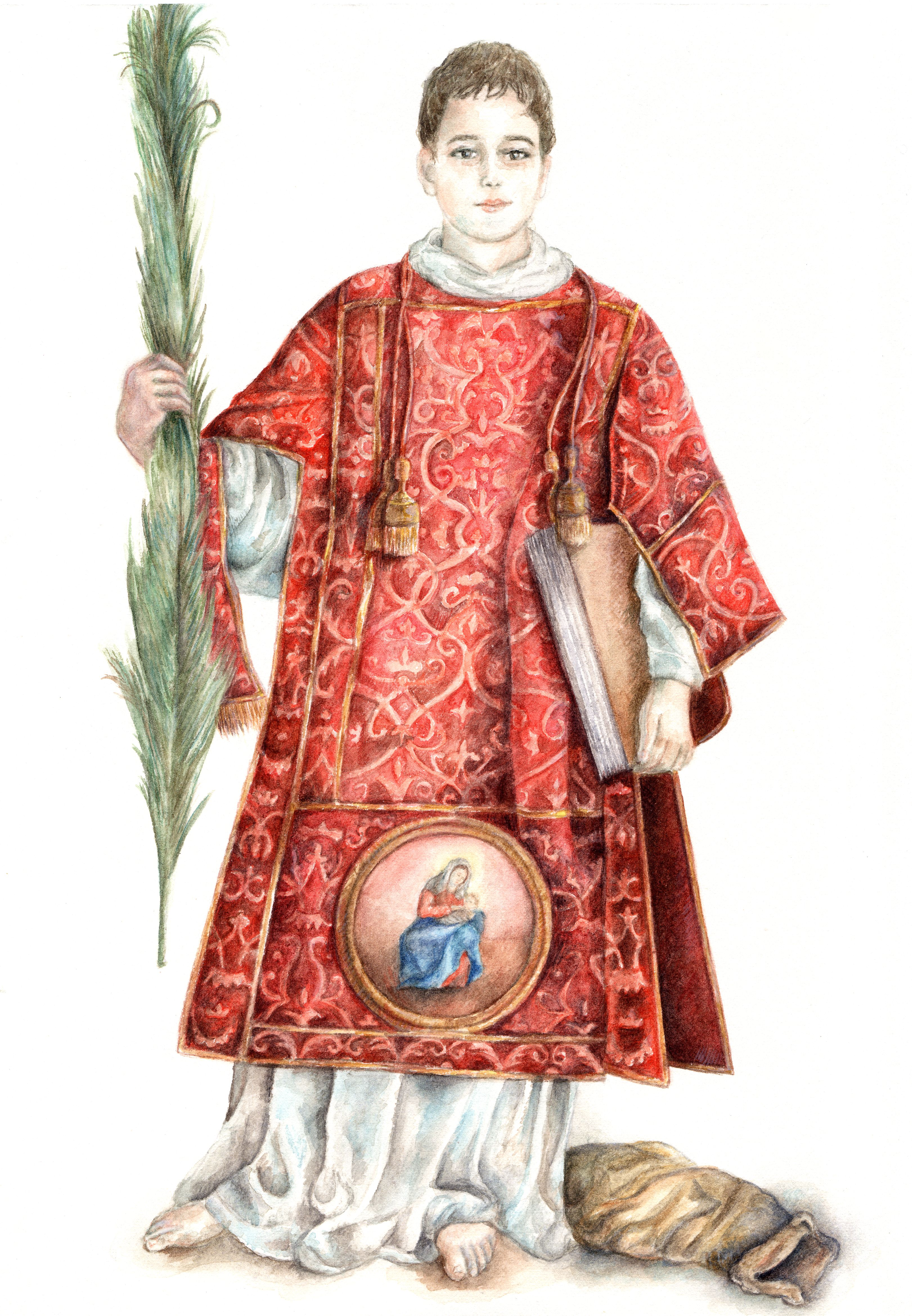
Saint Césaire diacre et martyr de Terracina, Patron de Pastoreccia.

Pastoreccia  est un hameau situé au nord-ouest du village. À 500 m (distance orthodromique) plus au nord, se dressent en bordure de la route D 71, les ruines de l'ancien couvent d'Orezza. Le saint patron de Pastoreccia est saint Césaire diacre et martyr de Terracina.

### Fontana
Fontana est l'autre hameau de Piedicroce. Il est situé au nord du village

## Histoire
Piedicroce était la piévanie de l'ancienne pieve d'Orezza, située au cœur même de la Castagniccia, région chargée d'histoire, et qui de tout temps, joua un rôle très important dans l'histoire de l'île de Corse.
La commune de Piedicroce portait anciennement le nom de Piedicroce d'Orezza.

### Temps modernes
La pieve devient en 1789, le canton de Piedicroce.

### Époque contemporaine
En 1954, Piedicroce (303 habitants en 1954), était le chef-lieu du canton composé avec les communes de Brustico, Campana, Carcheto, Carpineto, Monaccia d’Orezza, Nocario, Parata, Piazzole, Piedicroce, Piedipartino, Pied’Orezza, Rapaggio, Stazzona, Valle d’Orezza et Verdese.
En 1973 est créé le canton d'Orezza-Alesani avec la fusion imposée des anciens cantons de Piedicroce et Valle d’Alisgiani.

## Politique et administration

### Liste des maires
| Période                                  | Période  | Identité      | Étiquette | Qualité |
| ---------------------------------------- | -------- | ------------- | --------- | ------- |
| Les données manquantes sont à compléter. |          |               |           |         |
| mars 2014                                | En cours | Jacques Casta | DVG       | Ouvrier |

## Population et société

### Démographie
L'évolution du nombre d'habitants est connue à travers les recensements de la population effectués dans la commune depuis 1800. Pour les communes de moins de 10 000 habitants, une enquête de recensement portant sur toute la population est réalisée tous les cinq ans, les populations de référence des années intermédiaires étant quant à elles estimées par interpolation ou extrapolation. Pour la commune, le premier recensement exhaustif entrant dans le cadre du nouveau dispositif a été réalisé en 2004.

En 2022, la commune comptait 80 habitants, en évolution de −26,61 % par rapport à 2016 (Haute-Corse : +5,15 %, France hors Mayotte : +2,11 %).
| 1800 | 1806 | 1821 | 1831 | 1836 | 1841 | 1846 | 1851 | 1856 |
| ---- | ---- | ---- | ---- | ---- | ---- | ---- | ---- | ---- |
| 410  | 441  | 421  | 418  | 402  | 412  | 424  | 485  | 436  |

| 1861 | 1866 | 1872 | 1876 | 1881 | 1886 | 1891 | 1896 | 1901 |
| ---- | ---- | ---- | ---- | ---- | ---- | ---- | ---- | ---- |
| 503  | 639  | 619  | 553  | 582  | 560  | 574  | 540  | 533  |

| 1906 | 1911 | 1921 | 1926 | 1931 | 1936 | 1946 | 1954 | 1962 |
| ---- | ---- | ---- | ---- | ---- | ---- | ---- | ---- | ---- |
| 531  | 588  | 516  | 528  | 527  | 536  | 408  | 303  | 232  |

| 1968 | 1975 | 1982 | 1990 | 1999 | 2004 | 2006 | 2009 | 2014 |
| ---- | ---- | ---- | ---- | ---- | ---- | ---- | ---- | ---- |
| 212  | 172  | 164  | 91   | 117  | 128  | 118  | 131  | 112  |

| 2019 | 2022 | - | - | - | - | - | - | - |
| ---- | ---- | - | - | - | - | - | - | - |
| 82   | 80   | - | - | - | - | - | - | - |

### Manifestations culturelles et festivités

#### Merendella di Pasqua

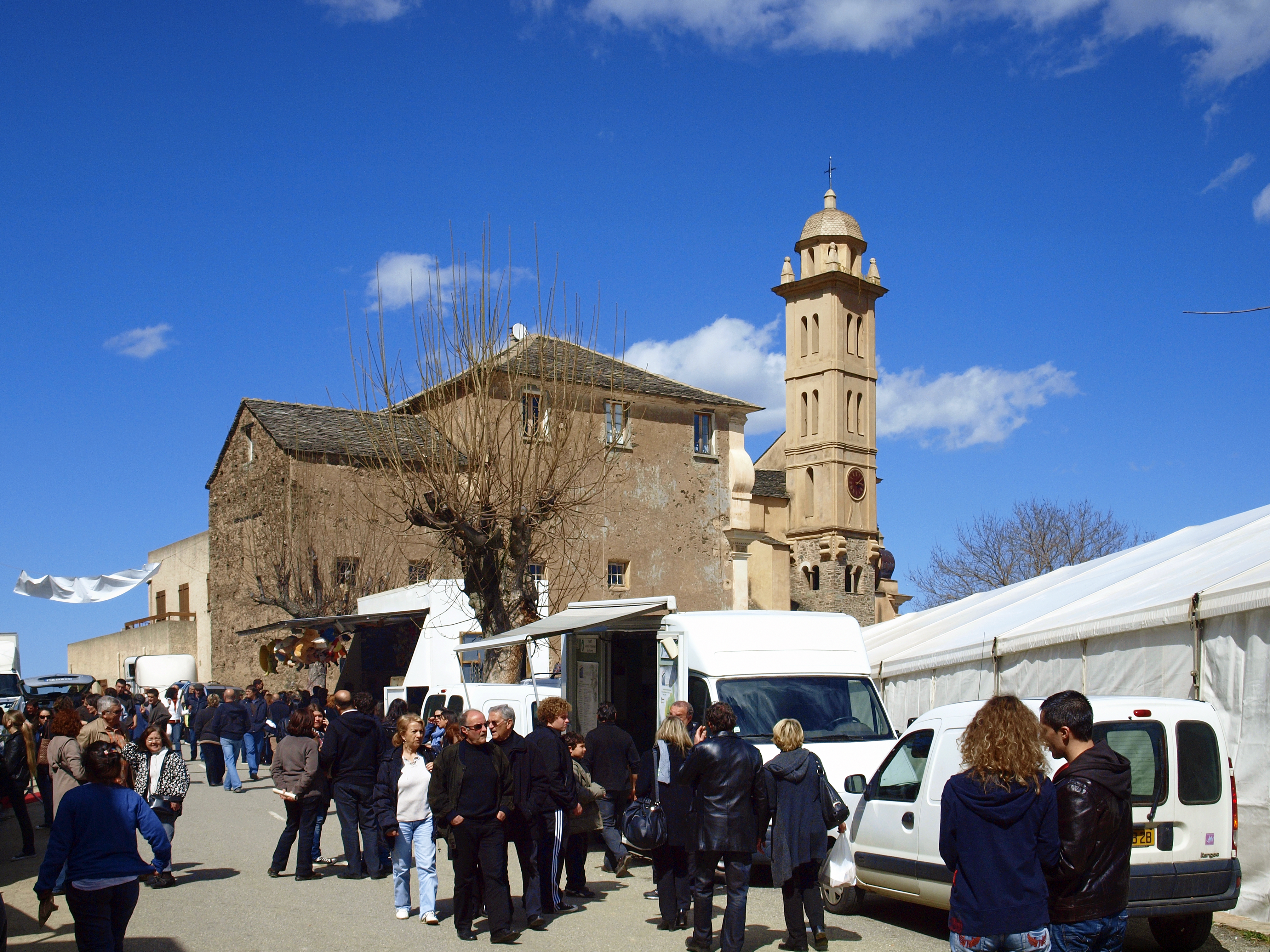
La foire pascale de Piedicroce.

La Merendella di Pasqua est une tradition ancestrale pour le lundi de Pâques. La merendella était un repas champêtre suivi de festivités. C'est devenu de nos jours une foire gastronomique artisanale et culturelle, qui se déroule le weekend de Pâques. Elle est l'œuvre de l'association Terra e Omi di a Castagniccia. La première édition de la Merendella di Pasqua a eu lieu en 1996.
Compte tenu de la situation du village, cette manifestation, la première de l'année sur l'île, attire beaucoup de monde. Le stationnement y est très difficile. Il faut garer son véhicule parfois très loin !

### Santé
Le centre hospitalier général de Bastia se situe à 53 km.
Il n'y a pas de médecin sur place ; les plus proches ont leur cabinet à Folelli, Penta-di-Casinca, Santa-Lucia-di-Moriani voire Cervione, localités respectivement distantes de 23 km, 26 km, 30 km et 34 km. Les infirmiers les plus proches se trouvent à Morosaglia et à Casabianca, villages distants respectivement de 15 km et de 22 km.

### Randonnées
De nombreux chemins de randonnées partent du village. Tous ces sentiers de pays sont gérés par le parc naturel régional de Corse. Le sentier d'Orezza se décline en trois boucles.

### Cultes
La paroisse (Saint Pierre et Saint Paul) relève du diocèse d'Ajaccio.

## Culture locale et patrimoine
Une cinquantaine de photographies peuvent être consultées sur la base Mémoire du site Culture.gouv.fr.

### Lieux et monuments
- Monument aux morts, situé sur le parvis de l'église.

#### Église Saint-Pierre et Saint-Paul

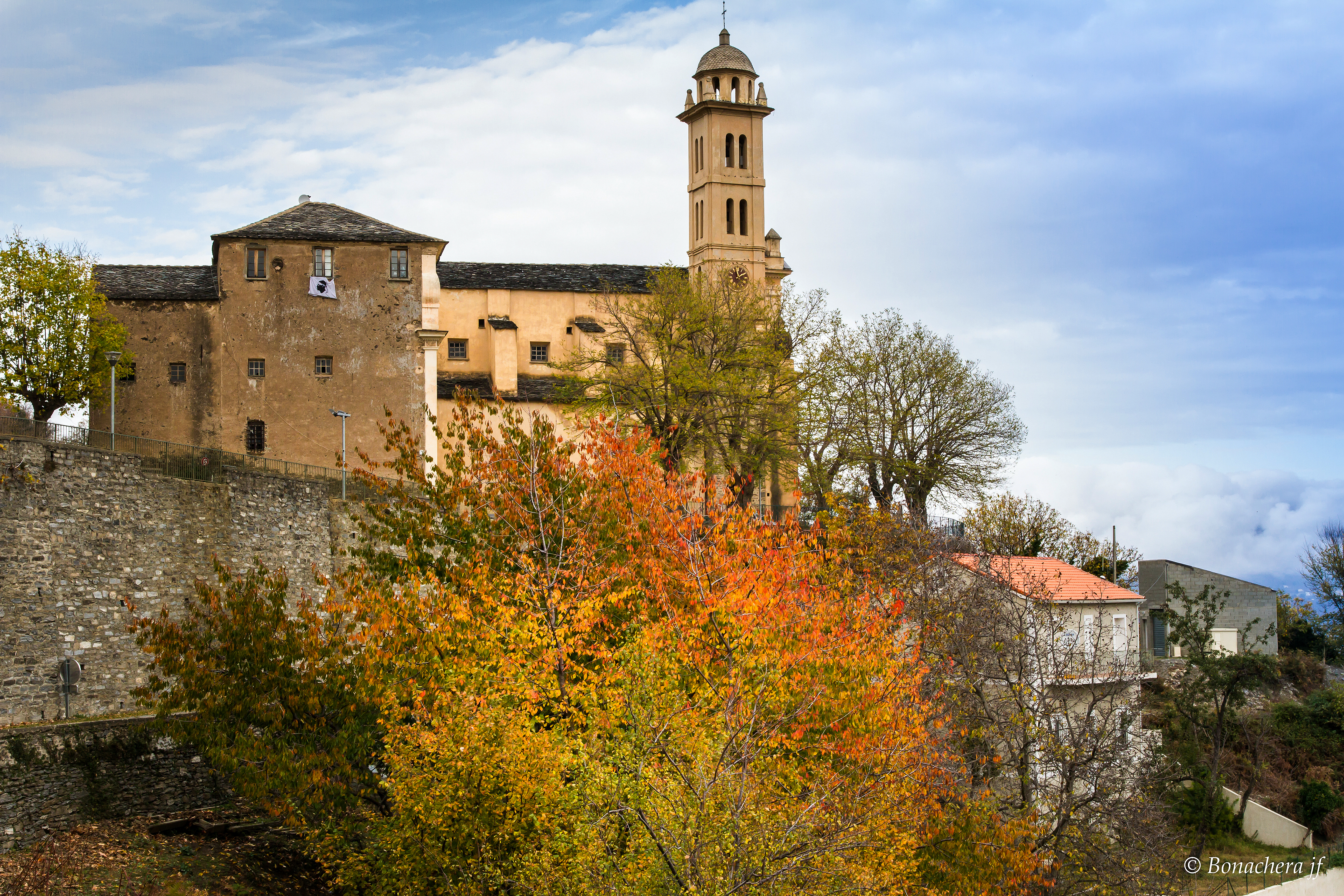
L'église de Piedicroce.

L'église paroissiale Saint-Pierre-et-Saint-Paul, construite à la fin du XVIIe siècle (elle est datée de 1691), est classée Monument historique en 1976.

#### Chapelle de confrérie Santa-Devota
La chapelle de confrérie de pénitents Sainte-Dévote (Santa-Devota) construite au (XVIIe siècle), est classée Monument Historique depuis 1976 pour ses décors intérieur et extérieur remarquables.
L'édifice religieux d'un style classique, abritait la confrérie des pénitents. La chapelle constitue l'aile gauche d'un grand bâtiment du (XVIIe siècle) comprenant également l'église paroissiale. Une fresque orne le tympan de la porte d'entrée.

### Patrimoine culturel

#### Couvent Saint-François dit couvent d'Orezza
L'ancien couvent Saint-François dit "couvent d'Orezza", fondé en 1485 par les mineurs observantins qui l'ont ensuite cédé aux Réformés. Il est ruiné en 1943 par les Italiens qui en avaient fait un dépôt de munitions pendant la guerre et qui fait enfin l'objet d'un projet de classement comme monument historique puis de restauration[réf. nécessaire].
« Pendant la Seconde Guerre mondiale, les occupants italiens avaient fait du couvent un dépôt de munitions qu'ils ont fait sauter à l'approche des Allemands venus occuper le canton en septembre 1943. Les dégâts furent considérables, et ce qui amena les pouvoirs publics à refuser le classement du couvent en monument historique, ni même à l'inscrire à l'inventaire ». Depuis, l'ancien couvent est repris à l'Inventaire général du patrimoine culturel - dossier versé le 20 juin 2012.
En 1765 Pascal Paoli y a séjourné afin de descendre à la source d'Orezza prendre les eaux.

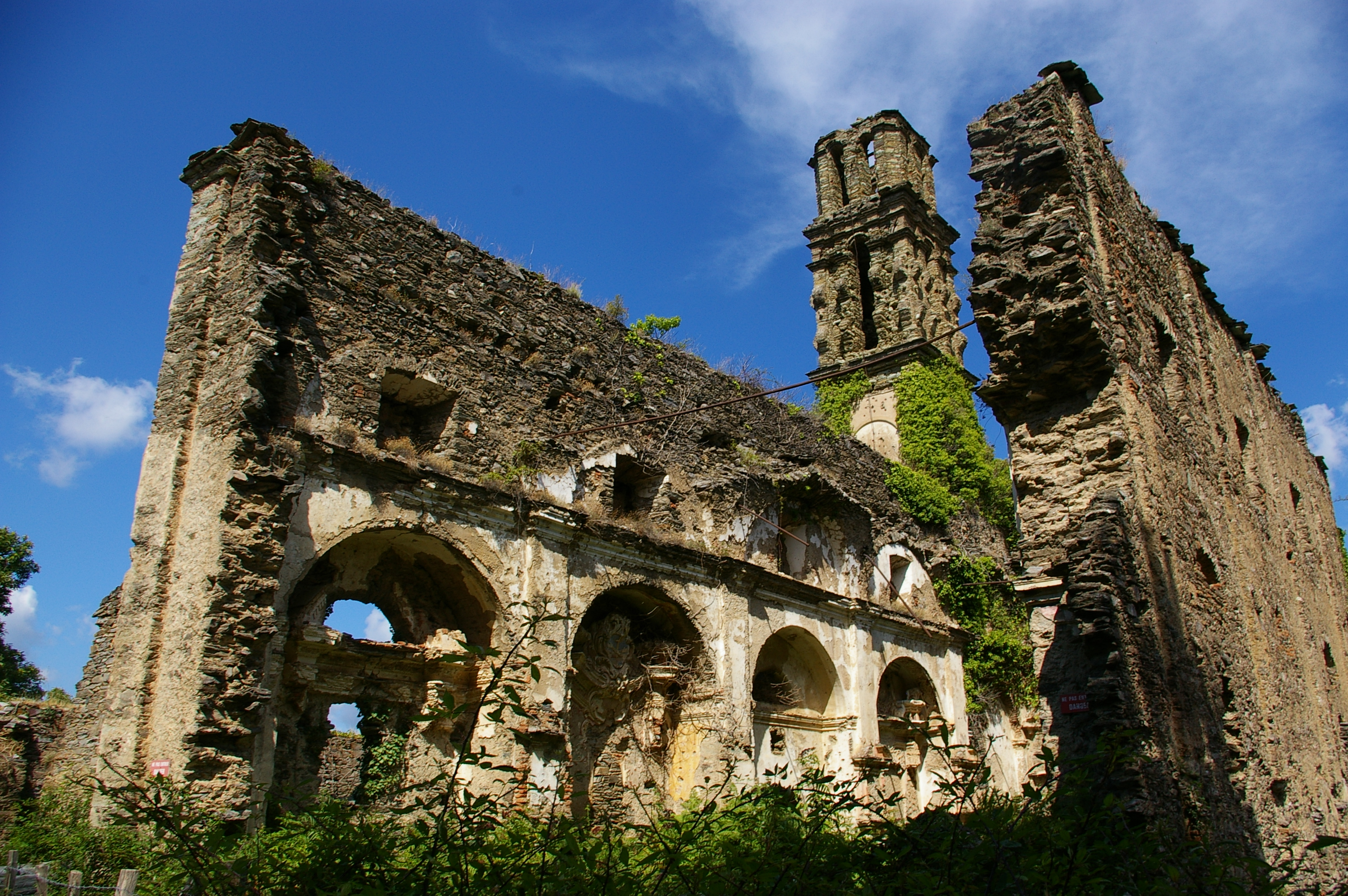
Le couvent d'Orezza.
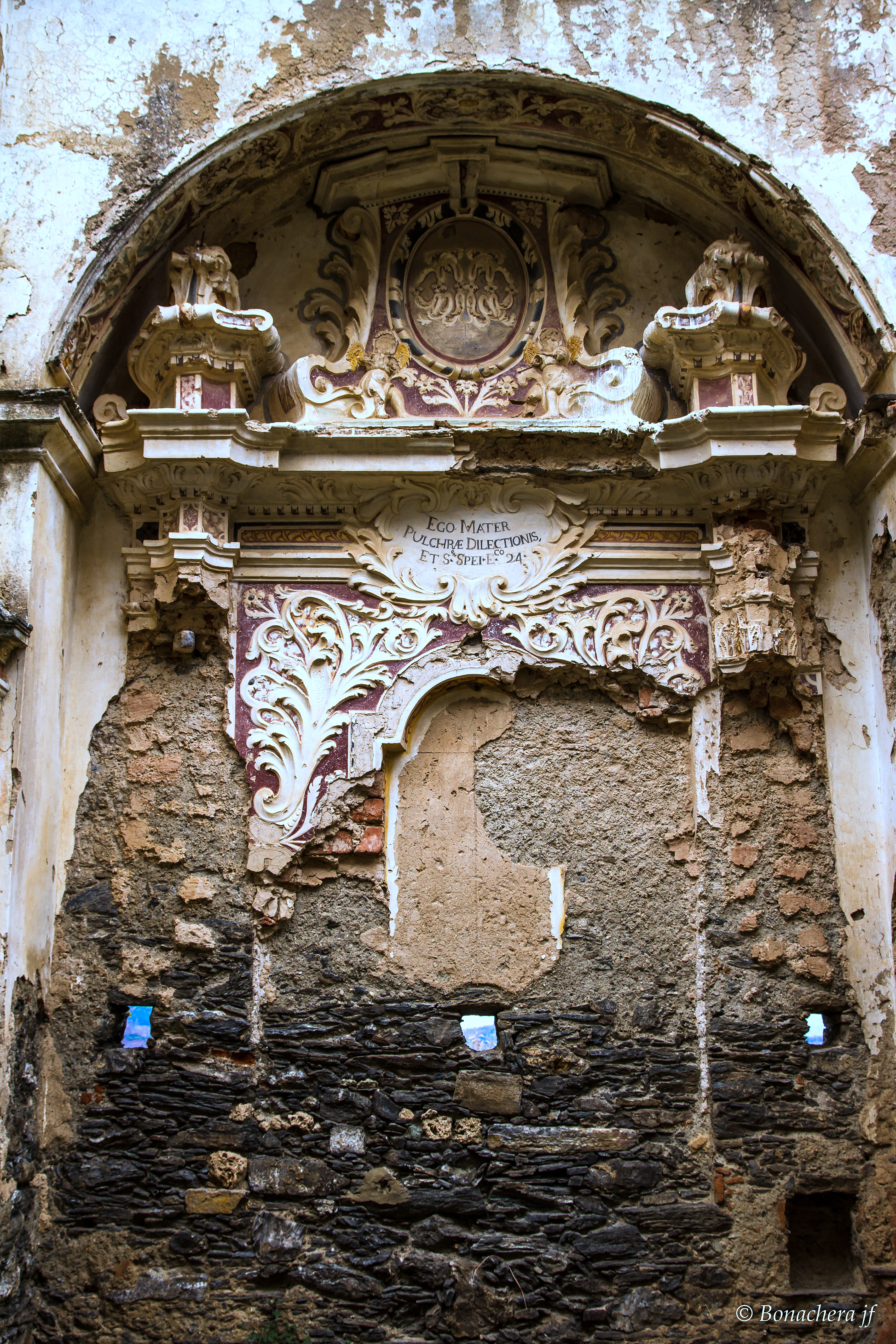
Détail à l'intérieur du couvent.
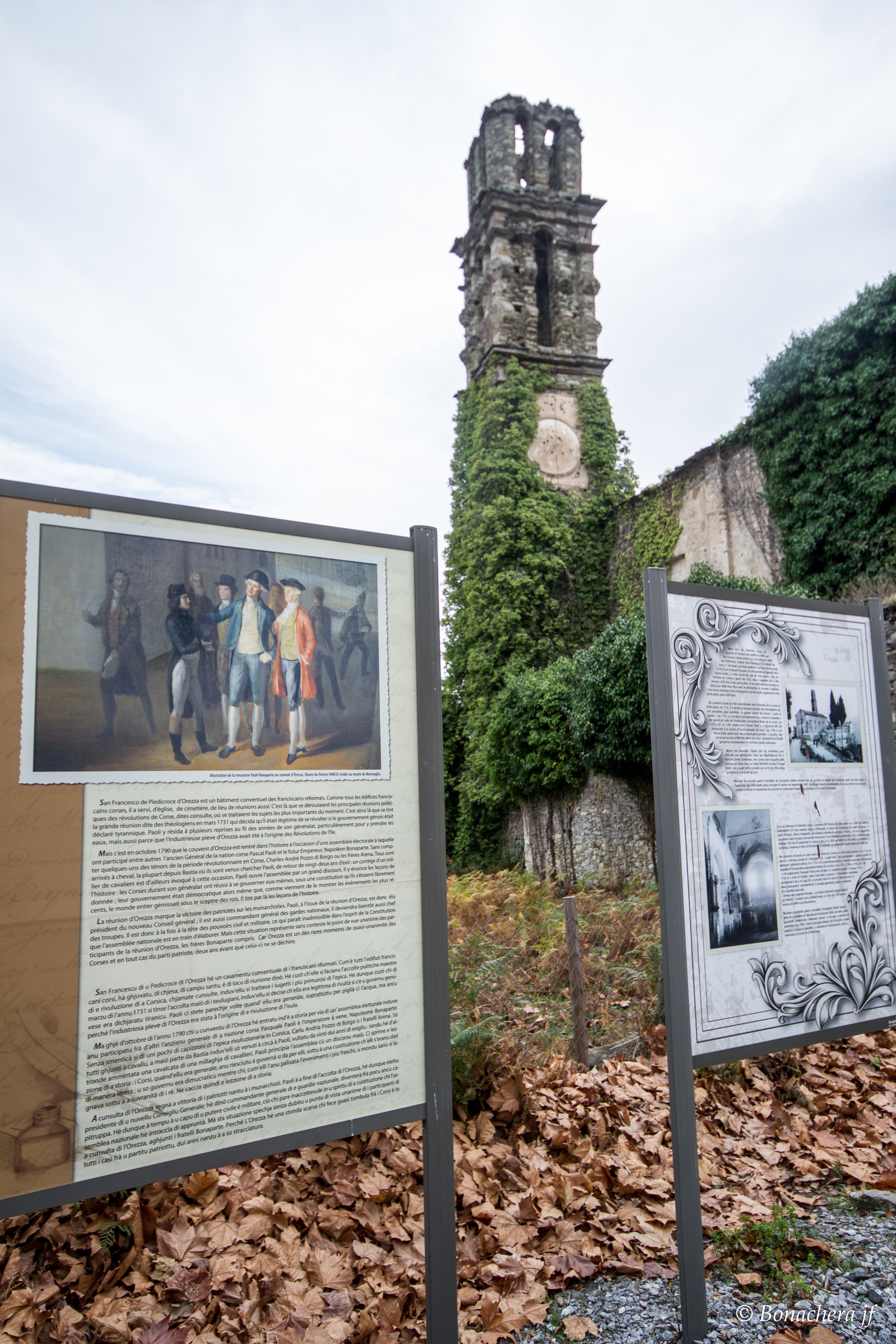
Panneaux explicatifs devant le couvent.

### Patrimoine naturel

#### Parc naturel régional
Piedicroce est une commune adhérente au parc naturel régional de Corse, dans le « territoire de vie » nommé Castagniccia. Avec 145 communes adhérentes, soit 26 700 hab. et 350 510 hab., le parc naturel régional couvre 40 % de l'île.

#### ZNIEFF
La commune est concernée par une zone naturelle d'intérêt écologique, faunistique et floristique de 2e génération :
Châtaigneraies de la Petite Castagniccia
Piedicroce est située dans une zone naturelle d'intérêt écologique, faunistique et floristique composée de 43 communes, d'une superficie totale de 10 559 Ha. Cette zone s'étend sur le territoire appelé localement « la petite Castagniccia », dont 60 % sont couverts par les châtaigneraies. Elle porte le nom ZNIEFF 940004146 - Châtaigneraies de la Petite Castagniccia, 2e génération.

### Personnalités liées à la commune
- Yvon Coudé du Foresto, homme politique français né à Piedicroce le 10 février 1897, décédé à Niort le 24 janvier 1980.
- Noëlle Vincensini, née le 3 janvier 1927 à Piedicroce, décédée le 22 mai 2025, est une réalisatrice, écrivain et militante associative française.